# Emmelia philbyi
Emmelia philbyi is een vlinder van de familie van de uilen (Noctuidae). De wetenschappelijke naam van deze soort is voor het eerst voorgesteld als Metapioplasta philbyi door Edward Parr Wiltshire in een publicatie uit 1988.
De soort komt voor in Saudi-Arabië, de Verenigde Arabische Emiraten, Oman en Jemen.